# 舍讷贝格

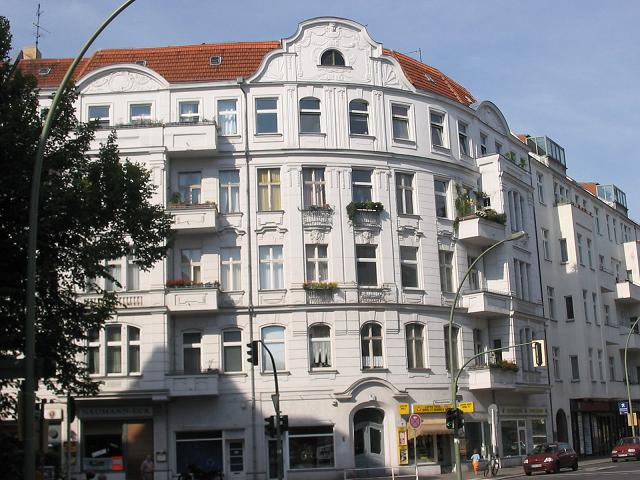
红岛

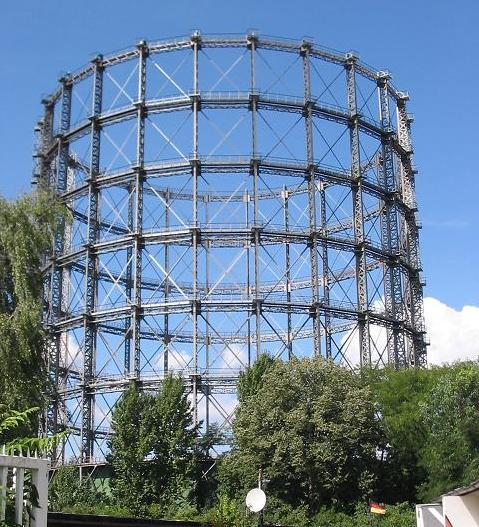
红岛的地标

舍讷贝格（德語：[ˈʃøːnəˌbɛʁk] ⓘ）是德国柏林的一个分区。2001年以前，它是柏林一个单独的区，包含了下属区弗里德瑙。2001年与滕珀爾霍夫合并为滕珀尔霍夫-舍讷贝格区。

## 历史
在1760年10月7日七年战争期间，奥地利和俄国军队联合进攻柏林，舍讷贝格的村庄和教堂被大火彻底烧毁。1874年，新老舍讷贝格合并为一个实体，1898年获得市镇权。1920年舍讷贝格成为大柏林的一个区。区政府完成于1914年，二战后用作西柏林的市政府，直到1991年柏林统一，才迁回米特区的红色市政厅（Rotes Rathaus）。

## 街区
舍讷贝格的街区包括富裕的住宅区巴伐利亚区（Bayerisches Viertel）、红岛（Rote Insel）、南地（Südgelände）和位于柏林环形城铁以外的林登霍夫（Lindenhof）。

## 名胜
- 乡村教堂（Dorfkirche），1766
- 舍讷贝格区政府：1914年建于约翰·肯尼迪广场，1963年6月26日，美国总统 约翰·肯尼迪在此发表著名的“我是一个柏林人”演说。
- 柏林公交公司总部，波茨坦大街
- 卡迪威（KaDeWe）:欧洲大陆最大的百货公司，位于维滕贝格广场
- 海因里希冯克莱斯特公园，1656年勃兰登堡选帝侯腓特烈·威廉在此开辟苗圃，后来成为柏林植物园，1910年迁往达勒姆。1913年，公园内兴建Kammergericht上诉法院大楼，1780年的柱廊也从亚历山大广场迁来此处。1944年8月8日，大法官在此设立人民法庭公开审判7月20日阴谋成员。1945年该楼用作盟国管制委员会。1948年苏联代表退出，柏林航空安全中心成为唯一的四强机构（施潘道监狱旁，大楼的其余部分空置）。今天再次用作Kammergericht法庭。
- Pallasstraße防空洞，由强迫劳工建于1943年，街对面的大型社会住房是柏林体育宫（Berlin Sportpalast）遗址，1943年约瑟夫·戈培尔在此发表“总体战”演说。建筑拆除于1973年。今天柏林人称之为社会宫（Sozialpalast）。

## 同性恋中心
自从1920年代和1930年代初的魏玛共和国时期以来，诺论多夫广场（Nollendorfplatz）周围地区是柏林的同性恋中心。1933年纳粹党执政，关闭了Motzstraße大街的埃尔多拉多夜总会（El Dorado）。画家奥托·迪克斯以此作为他的一些著名作品的主题。克里斯多夫·依修伍德就住在诺论多尔夫大街街角。这公寓成为他的书《再见，柏林》（1939年）以及后来的音乐剧《歌厅》（1966年）和电影《歌厅》（1972年）的基础，现在挂上了纪念牌。

## 友好城市
- 法國 勒瓦卢瓦-佩雷